# ناوزه عالمان
ناوزه عالمان (انگلیسی: Nauzet Alemán؛ زادهٔ ۲۵ فوریهٔ ۱۹۸۵) بازیکن فوتبال اهل اسپانیا است.
از باشگاه‌هایی که او در آن بازی کرده‌، می‌توان به باشگاه فوتبال رئال وایادولید، باشگاه فوتبال چستر و باشگاه فوتبال لاس پالماس اشاره کرد.
ناوزه عالمان همچنین در تیم ملی فوتبال زیر ۱۹ سال اسپانیا بازی کرده‌است.